# Картахена (футбольний клуб)
Футбольний клуб Картахена (ісп. Fútbol Club Cartagena, S.A.D.) — іспанський футбольний клуб з міста Картахени. Заснований 1995 року. Станом на сезон 2021-2022 виступав у Сегунда Дивізіоні. Домашні ігри проводить на стадіоні Картагонова місткістю 15 105 глядачів.

## Історія
Клуб «Картахена» засновано 25 липня 1995 року замість клубу «Бальсікас» через чималі економічні проблеми основної команди міста «Картахена ФК». Засновником клубу став його перший президент Флорентіно Манзано Гарсія. Перші вісім років називався «Картагонова». До Сегунда Дивізіону Б вперше потрапив у сезоні 1998–1999.
Потім клуб змінив назву на «Футбольний клуб Картахена», а посаду президента обійняв Луїс Олівер. На початках його роботи клуб постав перед неабиякими економічними проблемами й ледь не вилетів до нижчого дивізіону. Після завершення сезону 2002–2003 місцевий підприємець Франсіско Гомес врятував клуб від закриття, він закріпився в Сегунда Дивізіоні Б, а в сезоні 2008–2009 підвищився в класі до Сегунда Дивізіону.
Історичний «Картахена ФК», заснований набагато раніше, від 2003 до 2009 року був резервною командою, але зрештою знову став незалежним. У сезоні 2009–2010 клуб знову ледь не підвищився в класі, посівши 5-те місце. Всі надії на потрапляння до Прімери поховала поразка в передостанньому, 41-му, турі на виїзді від «Рекреатіво» з рахунком 0:1.
У сезоні 2011–2012 Картахена вилетіла з другого дивізіону. У травні 2015 року гол Карлоса Мартінеса на останніх хвилинах в плей-оф на виїзді проти «Лас-Пальмас Атлетіко» врятував клуб від подальшого пониження в класі завдяки правилу гола, забитого на чужому полі. Через три роки єдиний пропущений гол від «Естремадури» завадив команді піднятися на один щабель вище.
19 липня 2020 року «Картахена» після 8-річної перерви повернулася до Сегунди.

## Сезони за дивізіонами
| Сезон     | Рівень | Дивізіон         | Місце | Кубок Іспанії    |
| --------- | ------ | ---------------- | ----- | ---------------- |
| 1995—1996 | 5      | Рег. Преф.       | 2-ге  |                  |
| 1996—1997 | 4      | Терсера          | 1-ше  |                  |
| 1997—1998 | 4      | Терсера          | 1-ше  |                  |
| 1998—1999 | 3      | Сегунда Б        | 2-ге  | 2-й раунд        |
| 1999—2000 | 3      | Сегунда Б        | 8-ме  | Попередній раунд |
| 2000—2001 | 3      | Сегунда Б        | 13-те |                  |
| 2001—2002 | 3      | Сегунда Б        | 12-те |                  |
| 2002—2003 | 3      | Сегунда Б        | 11-те |                  |
| 2003—2004 | 3      | Сегунда Б        | 15-те |                  |
| 2004—2005 | 3      | Сегунда Б        | 13-те |                  |
| 2005—2006 | 3      | Сегунда Б        | 1-ше  |                  |
| 2006—2007 | 3      | Сегунда Б        | 5-те  | 2-й раунд        |
| 2007—2008 | 3      | Сегунда Б        | 8-ме  | 2-й раунд        |
| 2008—2009 | 3      | Сегунда Б        | 1-ше  |                  |
| 2009—2010 | 2      | Сегунда Дивізіон | 5-те  | Третій раунд     |
| 2010—2011 | 2      | Сегунда Дивізіон | 13-те | 2-й раунд        |
| 2011—2012 | 2      | Сегунда Дивізіон | 20-те | 2-й раунд        |
| 2012—2013 | 3      | Сегунда Б        | 2-ге  | 1-й раунд        |
| 2013—2014 | 3      | Сегунда Б        | 2-ге  | 1/16 фіналу      |
| 2014—2015 | 3      | Сегунда Б        | 16-те | 1-й раунд        |

| Сезон     | Рівень | Дивізіон         | Місце | Кубок Іспанії |
| --------- | ------ | ---------------- | ----- | ------------- |
| 2015—2016 | 3      | Сегунда Б        | 7-ме  |               |
| 2016—2017 | 3      | Сегунда Б        | 4-те  | 2-й раунд     |
| 2017—2018 | 3      | Сегунда Б        | 1-ше  | 1/16 фіналу   |
| 2018—2019 | 3      | Сегунда Б        | 2-ге  | 2-й раунд     |
| 2019—2020 | 3      | Сегунда Б        | 1-ше  | 2-й раунд     |
| 2020—2021 | 2      | Сегунда Дивізіон | 16-те | 1-й раунд     |
| 2021—2022 | 2      | Сегунда Дивізіон | 9-те  | 1/16 фіналу   |
| 2022—2023 | 2      | Сегунда Дивізіон |       |               |